# Urbalacone
Urbalacone (kors. Urbalacò) – miejscowość we Francji, w regionie Korsyka, w departamencie Korsyka Południowa.
Według danych na rok 1990 gminę zamieszkiwały 63 osoby, a gęstość zaludnienia wynosiła 8 osób/km².